# Renee Verschuren
Renee Verschuren (* 21. November 1985 in Helmond, Niederlande) ist eine ehemalige niederländische Handballspielerin, die mittlerweile als Trainerin tätig ist.

## Karriere

### Als Spielerin
Verschuren spielte beim belgischen Erstligisten DHC Meeuwen und beim niederländischen Erstligisten V&L Geelen. Im Jahr 2008 verließ sie V&L und schloss sich dem deutschen Zweitligisten SVG Celle an. Mit Celle stieg die Rückraumspielerin im Jahr 2009 in die Bundesliga auf. Nachdem Verschuren in der Spielzeit 2013/14 beim Bundesligisten Bayer Leverkusen unter Vertrag gestanden hatte, kehrte sie zum SVG Celle zurück. Im Jahr 2017 beendete sie ihre Karriere. In Deutschland erzielte sie 482 Treffer in 144 Bundesligapartien sowie 263 Treffer in 76 Zweitligapartien.

### Als Trainerin
Verschuren sammelte als Jugendliche erste Erfahrungen als Trainerin im Jugendbereich von Oranje Wit Helmond, bei dem sie später die Herrenmannschaft trainierte. Während ihrer Zeit beim SVG Celle trainierte sie mehrere Jugendmannschaften und die zweite Damenmannschaft. Zwischen 2016 und 2018 trainierte sie die in der Landesliga spielende Männermannschaft des HBV 91 Celle. Im Jahr 2018 übernahm sie das Traineramt des Drittligisten BV Garrel, bei dem sie anfangs als Spielertrainerin tätig war. Beim BV Garrel trainierte sie weiterhin die A-Jugendmannschaft. Im Jahr 2021 wechselte Verschuren zum SV Werder Bremen und übernahm die zweite Damenmannschaft sowie die A-Jugendmannschaft. Seit dem Sommer 2025 trainiert sie die Zweitligamannschaft von Werder Bremen.